# Traite de fourrures
 (avril 2017).
Améliorez-le ou discutez des points à vérifier. 

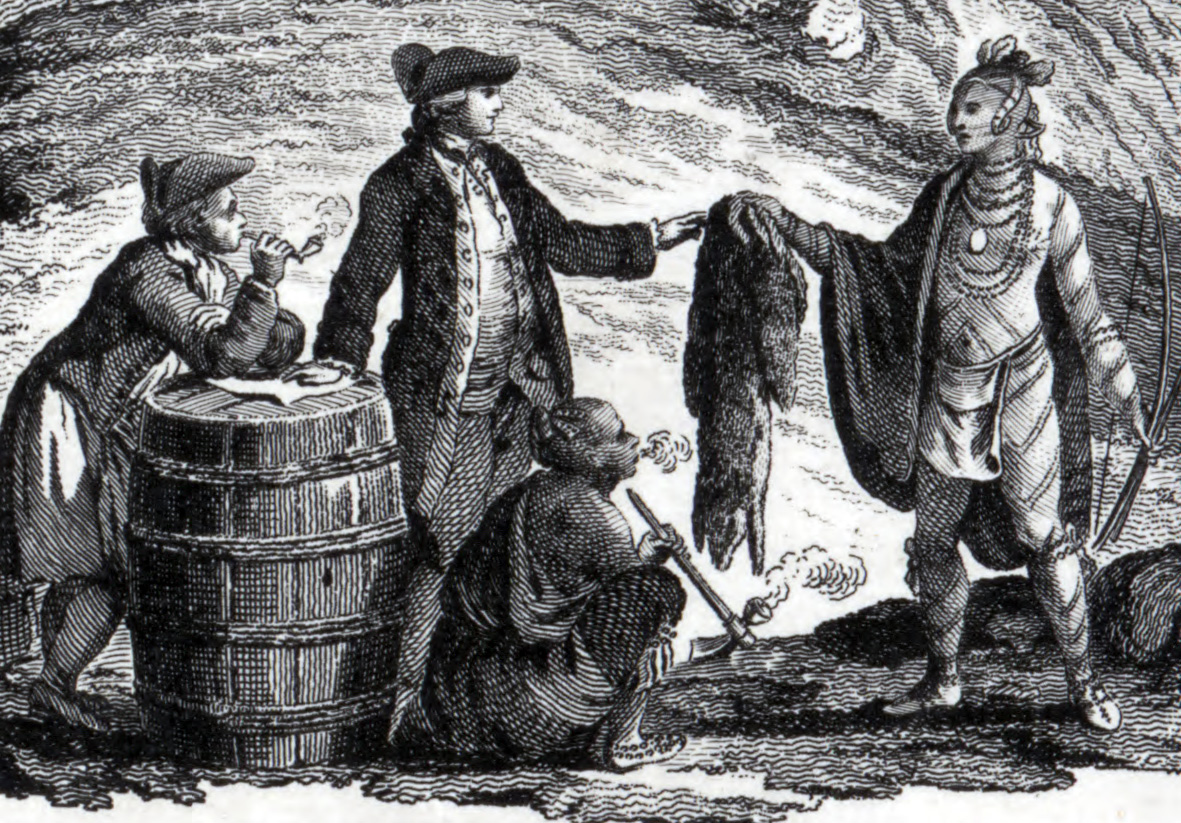
Traite avec les Autochtones, Canada, 1777.

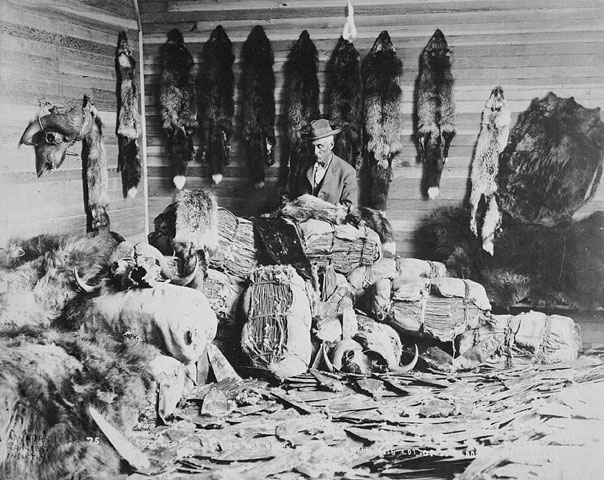
Un commerçant albertain dans les années 1890.

La traite de fourrures est l'échange de biens de nécessité contre des fourrures, en particulier, du XVIIe siècle au XIXe siècle, entre les colons européens d'Amérique du Nord, français et britanniques et les Autochtones des Premières Nations en Nouvelle-France. Elle est alors l'une des principales activités économiques entre Autochtones et nouveaux arrivants. Les fourrures qui transitent par les colons sont destinées en presque totalité aux marchés européens, en particulier aux marchés des deux mères-patries, la France et la Grande-Bretagne. On retrouve également un tel commerce entre les Pays-Bas et ses colonies américaines, ainsi qu'en Russie. Une dénomination est or mou.
Les explorateurs français (Radisson et Groseilliers, La Salle, Le Sueur) qui cherchent à l'origine des voies de pénétration à travers le continent nord-américain, établissent des contacts avec les Amérindiens et s’aperçoivent qu'ils désirent échanger des fourrures contre des objets que les Européens jugent courants (miroirs, bouilloires, hachettes, couteaux…). La fourrure (particulièrement celle de castor) est alors particulièrement prisée sur les marchés européens.

## Amérique française

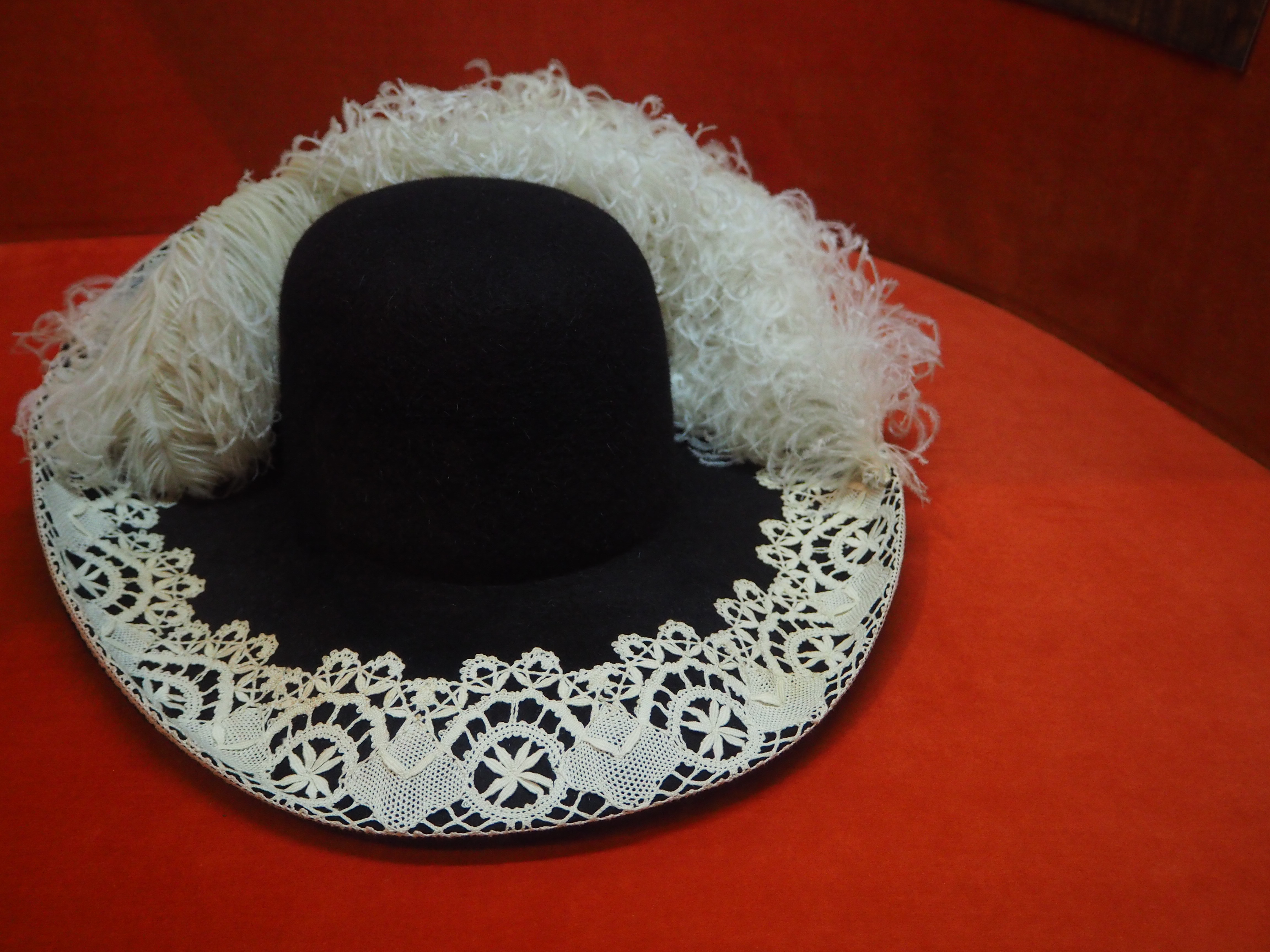
Chapeau en castor du XVII (reproduction exposée au musée de Sainte-Marie-au-pays-des-Hurons). La fabrication d'un chapeau de feutre de bonne qualité était un procédé compliqué. Une des étapes du procédé consistait à séparer les gros poils extérieurs des poils fins, qui sont proches de la peau. Les vieilles pelisses en castor étaient donc extrêmement précieuses pour les Français puisque ces poils étaient déjà relâchés, facilitant donc le procédé de feutrage.

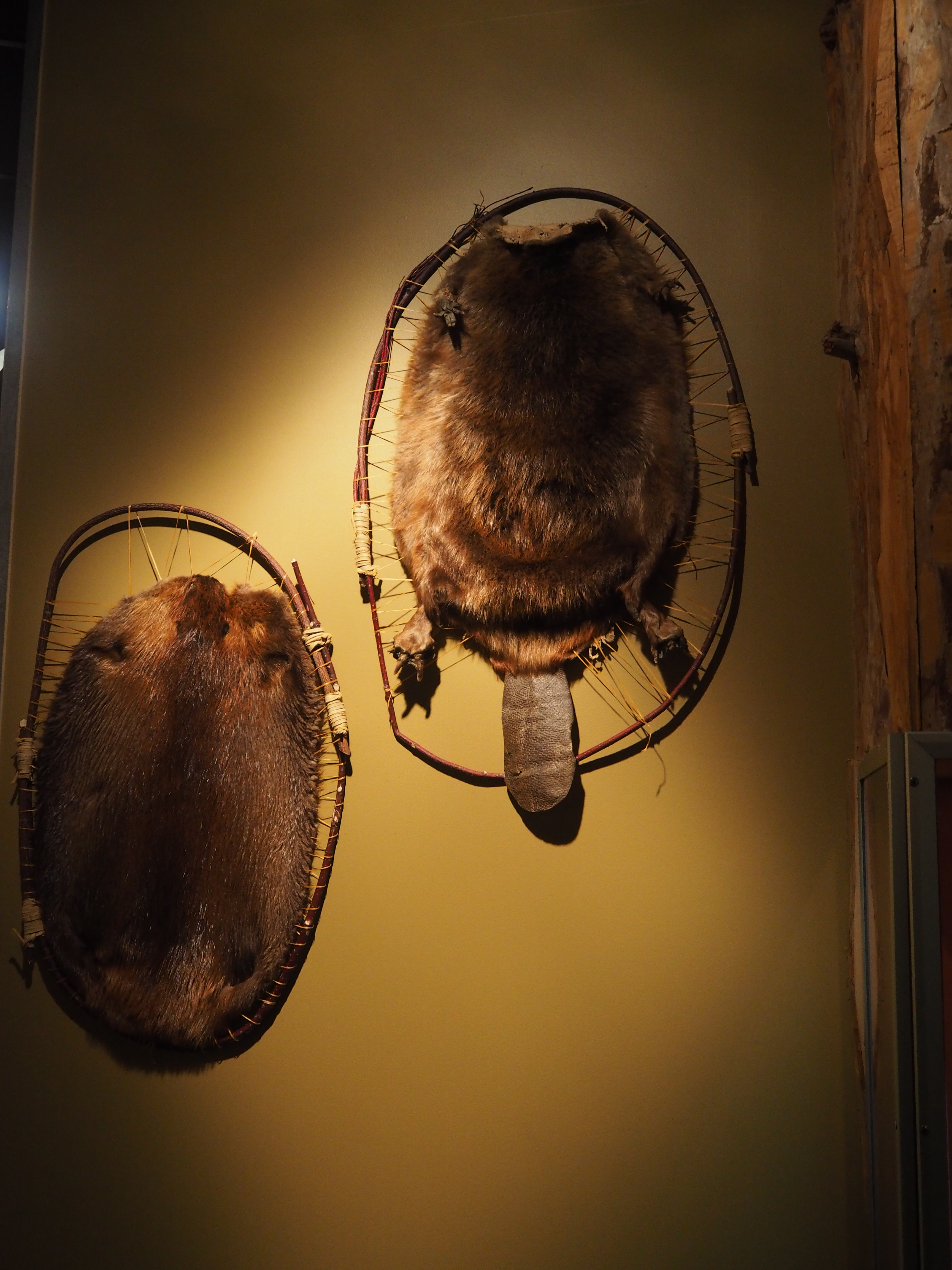
Peaux de castor, musée de Sainte-Marie-au-pays-des-Hurons.

En Nouvelle-France, la fourrure destinée au marché européen est d'abord surtout celle du castor, très demandé en Europe, notamment, en raison de la demande de fourrure pour les chapeaux alors que le piégeage en Europe a déjà fortement fait régresser le Castor européen. Les voyageurs et les coureurs des bois font directement affaire avec les Amérindiens. La monnaie d'échange se résume au troc de divers biens manufacturés en Europe : armes à feu, outils en métal, alcool et vêtements. À la fin du XVIe siècle, la fourrure est devenue la pièce centrale du développement économique de la Nouvelle-France à un tel point qu'elle ralentit le processus de colonisation.  
Le commerce est longtemps marqué de grandes guerres, telles celles ayant précédé la Grande paix de Montréal.

### La route des fourrures
La route des fourrures est une voie navigable en canot qui relie Tadoussac à la baie d'Hudson. Les voyageurs (chargés des actions commerciales) et les coureurs des bois l'empruntent pour se rendre dans les régions où les animaux à fourrures abondent. Ils peuvent se déplacer d'un poste de traite à l'autre, à la rencontre des Amérindiens avec qui ils effectuent le troc.
Les trappeurs pratiquent directement la chasse aux animaux dotés de fourrure.
Plusieurs postes de traite sont construits le long de la route des fourrures au fil des années. La compagnie des Postes du Roi ouvre la principale voie vers le nord. À partir de Tadoussac, les canotiers remontent la rivière Saguenay jusqu'à l'embouchure de la rivière Chicoutimi, où ils peuvent s'arrêter au poste du même nom. De là, ils effectuent ensuite une série de six portages qui les mènent au lac Kénogami, puis à la Belle Rivière d'où ils accèdent au lac Saint-Jean. Sur ce lac, à la sortie de la rivière Métabetchouane est établi un autre poste de traite, et de cette station s'amorce une longue remontée vers le nord, longeant le lac Saint-Jean pour emprunter la rivière Ashuapmushuan jusqu'au poste de traite du lac Ashuapmushuan. Profondément avancés dans les terres de l'arrière-pays, ils peuvent de cet endroit atteindre Nicabau, la rivière du Chef et le lac Mistassini puis enfin, 360 kilomètres plus à l'ouest, la baie James en passant par la rivière Rupert et Némiscau.
Selon le père Gabriel Druillettes, le trajet de Tadoussac au lac Mistassini, d'environ 400 kilomètres, prend « une vingtaine de jours en canot ».

### La contrebande

#### Le problème

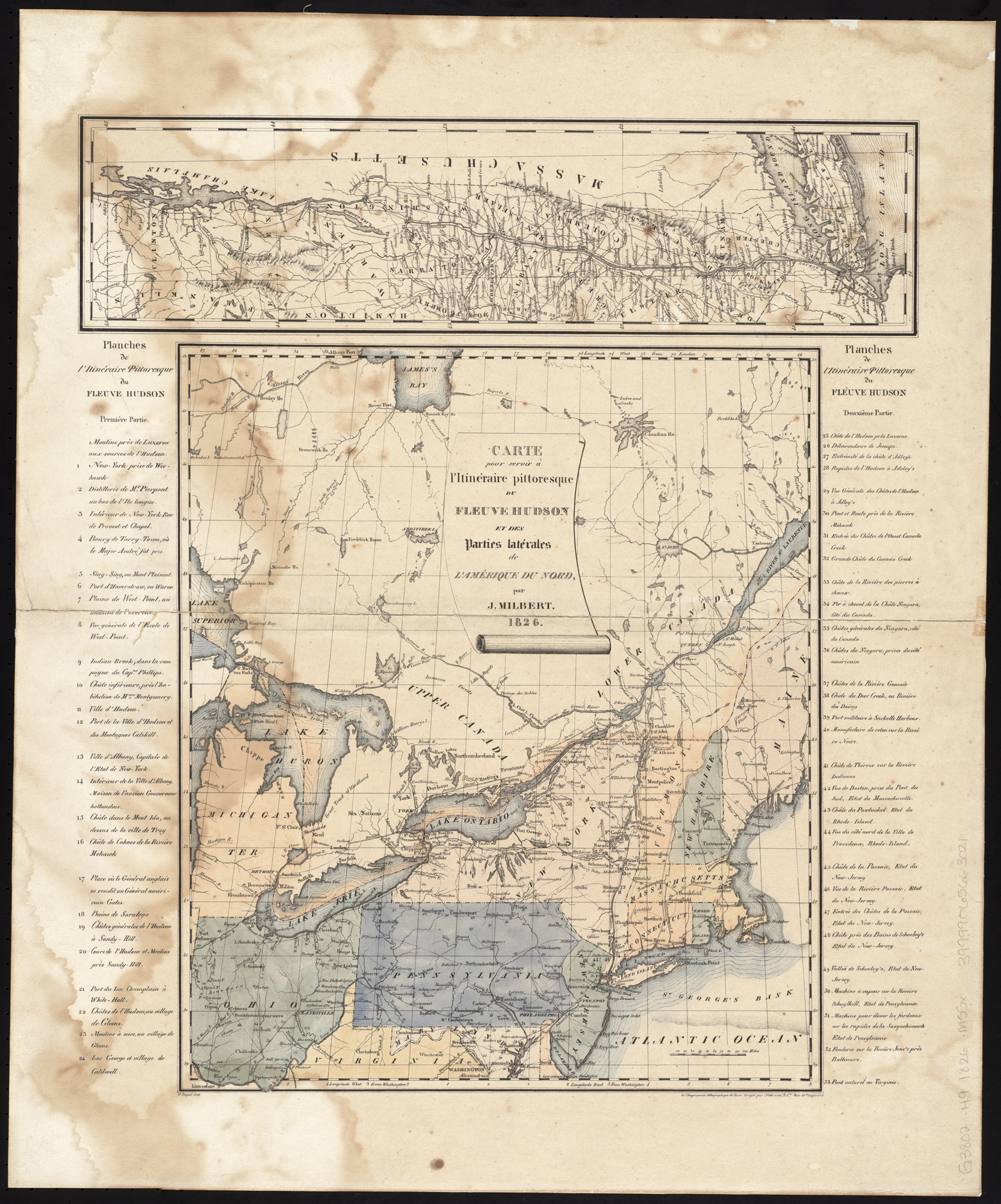
Carte pour servir à l'itinéraire pittoresque du fleuve Hudson et des parties latérales de l'Amérique du Nord.

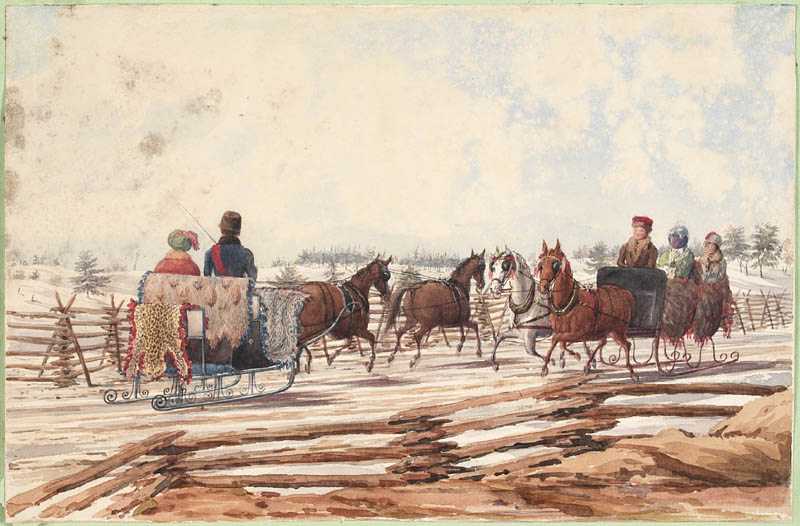
Deux traîneaux sur une route de campagne, Canada, vers 1835-1848.

La contrebande des fourrures est un commerce d’échanges illégaux entre les marchands français et les marchands anglais des Treize colonies dans la première moitié du XVIIIe siècle. Les principaux gouverneurs de la Nouvelle-France, Philippe de Rigaud, Marquis de Vaudreuil et Charles de La Boische, Marquis de Beauharnois, suivant la doctrine du mercantilisme, avaient instauré une loi qui empêchait les échanges commerciaux entre la Nouvelle-France et les colonies anglaises de l’Amérique du Nord. Les Français ne voulaient pas que des échanges soient effectués avec les Anglais, car ils voyaient ces actes comme de la trahison. De leur côté, les Anglais ne voulaient pas que ce type d’échanges soit pratiqué, puisqu’ils refusaient de financer les Français par leurs marchandises. À l’origine, la contrebande fut initiée au XVIIe siècle par les marchands français établis en Nouvelle-France. Ils s’allièrent aux Autochtones pour réaliser les échanges, puisque ces derniers avaient une meilleure connaissance du territoire et possédaient les aptitudes nécessaires leur permettant de parcourir les chemins de la contrebande. Le transport des fourrures se faisait par canot. Les Autochtones impliqués dans la contrebande, les Domiciliés, partaient de Montréal et se dirigeaient vers le sud par la rivière Richelieu et le lac Champlain. Ensuite, par le fleuve Hudson, ils arrivaient à Albany, dans la colonie britannique, pour échanger avec les Anglais. Les Autochtones offraient les fourrures de castor, de rat musqué et d’ours. En échange, les marchands anglais leur donnaient de l’argenterie, différents textiles, du sucre blanc, du chocolat et même des esclaves noirs. Les autochtones revenaient ensuite à Montréal pour livrer les biens obtenus aux marchands français.

#### Les Domiciliés
Les Domiciliés sont les Autochtones avec qui les marchands français faisaient affaire pour leur commerce illégal. D’abord, les domiciliés sont catholiques et vivent dans des missions le long de la vallée du Saint-Laurent. Dans ces missions, ils cohabitaient avec des missionnaires venus de France dans le but d’évangéliser les Autochtones. Les domiciliés sont constitués en majorité d’Iroquois, mais aussi d’Algonquins, de Nipissinges, de Hurons et d’Abénaquis. Les principaux domiciliés impliqués dans la contrebande de fourrures sont ceux vivant au Sault Saint-Louis et au lac des Deux Montagnes. Ces derniers avaient commencé dès la dernière décennie du XVIIe siècle à faire du commerce de toute sorte avec les marchands des colonies anglaises. Ils avaient un très bon sens des affaires, certains d’entre eux ayant même des commerces leur appartenant au début du XVIIIe siècle. En plus de bien connaître le territoire, un autre avantage que possédaient les domiciliés est que les lois françaises concernant le commerce illégal ne les touchaient pas. Les marchands français et les domiciliés étaient avantagés à faire de la contrebande, puisqu’ils avaient mis au point un système qui était difficile à contrer par les autorités françaises. En plus d’avoir un pouvoir très limité sur les Autochtones, le royaume de France leur était redevable. En effet, les peuples des Premières Nations avaient été d’une grande aide lors des guerres intercoloniales. Pour ces raisons, les Français étaient réticents à porter des accusations contre les Domiciliés par peur de briser le climat de confiance qui régnait en Nouvelle-France et de déclencher un conflit dans la colonie.

#### Les mesures prises
Au début du XVIIIe siècle, le commerce illégal des fourrures évoluait en Nouvelle-France et les autorités françaises durent trouver des moyens pour tenter de ralentir ce phénomène. D’abord, les gouverneurs donnèrent le droit aux soldats d’arrêter chaque individu qu’ils soupçonnaient de faire du commerce illégal ou d'avoir en sa possession des fourrures obtenues illégalement. Les personnes prises en défaut se voyaient alors décerner des amendes afin de les dissuader de vouloir poursuivre leurs activités. Quant aux objets interdits, ils étaient brûlés sur le champ. De plus, chaque canot devait être enregistré. Les Français pensaient ainsi avoir plus de contrôle sur la contrebande, puisque le canot était le moyen privilégié pour le transport des marchandises et des fourrures. La Marine fut chargée de contrôler les routes de traite et des compagnies s’installèrent au Fort Frontenac et au Fort Chambly pour contrôler les embarcations. En 1719, les Domiciliés promirent de ne plus s’approvisionner en fourrures qu'avec les commerçants français. Malgré toutes ces mesures, les résultats furent presque nuls et les Français durent donc changer leurs méthodes. Toutefois, n’ayant pas de pouvoir législatif sur les Domiciliés, les autorités françaises prirent des ententes à l’amiable avec eux. Les Domiciliés s’engagèrent à aller dans les colonies britanniques uniquement pour transporter des fourrures qu’ils avaient eux-mêmes chassées. Ils devaient de plus demander aux autorités coloniales la permission d’aller dans les colonies anglaises en disant quel type de fourrure ils transportaient et en quelle quantité. En 1728, les dirigeants français adoptent même une loi interdisant aux étrangers de faire toute forme de commerce en Nouvelle-France. De nombreuses saisies furent effectuées chez des marchands à Trois-Rivières et à Québec. Cependant, ces nombreuses initiatives de la part des Français ne firent que ralentir la contrebande, sans la faire complètement disparaître. Le commerce illégal ne cessa que lorsque les Anglais prirent contrôle de la Nouvelle-France en 1763.

## Amérique anglaise

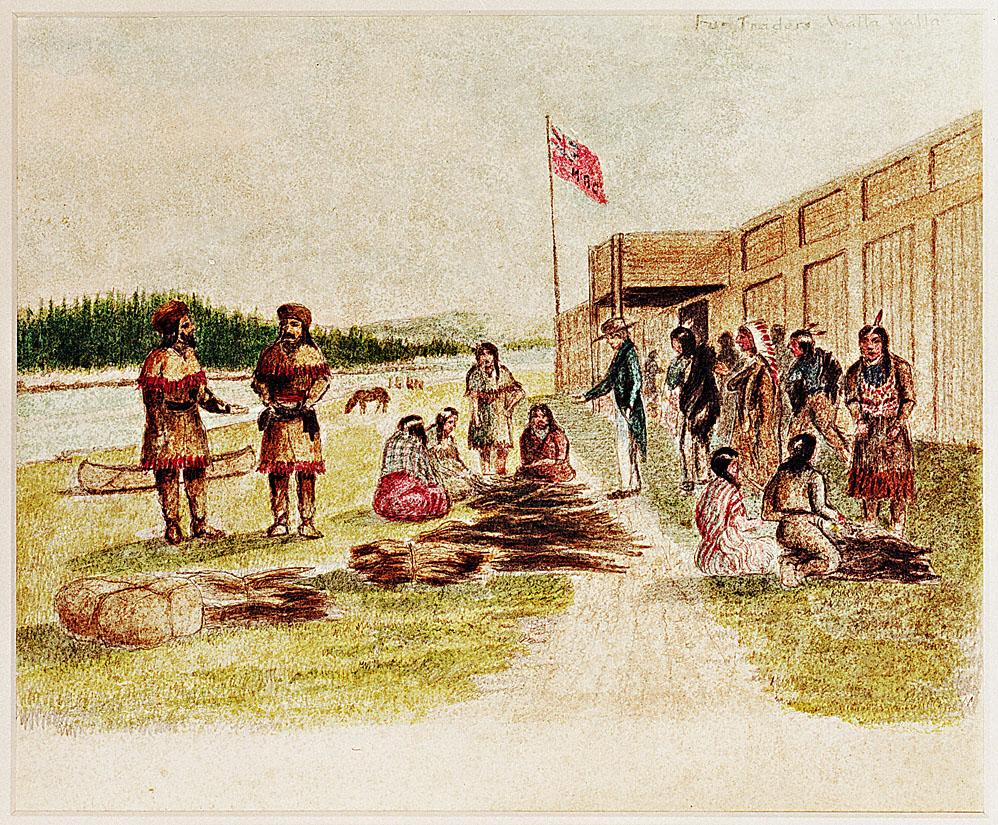
Des commerçants de fourrures à fort Nez-Percés, échangeant avec des Amérindiens, 1841

L'Angleterre a été plus lente à entrer dans le commerce de la fourrure en Amérique que la France et la Hollande, mais aussitôt que des colonies anglaises sont établies, les sociétés de développement ont compris que la fourrure était la meilleure façon pour les colons de retourner de la valeur à la mère-patrie. Des fourrures sont expédiées de Virginie peu après 1610 et la colonie de Plymouth envoie des quantités importantes de castor à ses agents de Londres au cours des années 1620 et 1630. Les marchands de Londres tentent de prendre le commerce de la fourrure à la France dans la vallée du fleuve Saint-Laurent. Profitant d'une des brèves guerres de l'Angleterre avec la France, David Kirke capture Québec en 1629 et rapporte le produit de fourrures de l'année à Londres. D'autres marchands anglais ont également négocié la fourrure dans la région du fleuve Saint-Laurent dans les années 1630, mais cette activité était officiellement découragée. Ces efforts ont cessé quand la France a renforcé sa présence au Canada. Pendant ce temps, la traite des fourrures de la Nouvelle-Angleterre prend de l'expansion, non seulement à l'intérieur des terres, mais vers le nord le long de la côte dans la région de la baie de Fundy. L'accès de Londres à des fourrures de haute qualité a considérablement augmenté avec la prise de la Nouvelle-Amsterdam, après quoi le commerce de la fourrure de cette colonie (la présente New York) tombe entre les mains des Anglais avec le traité de Bréda de 1667.

### Radisson et Desgroseillers

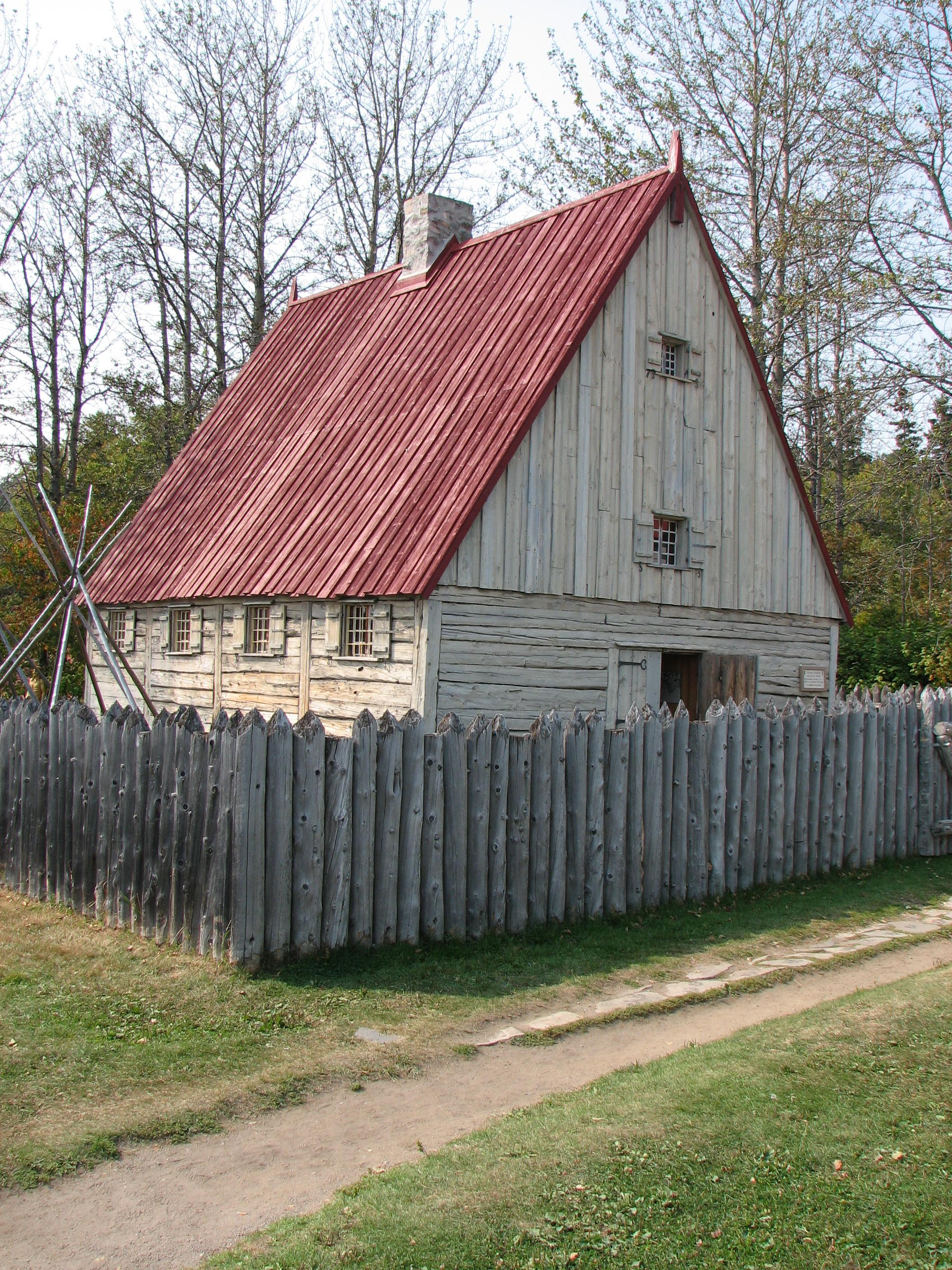
Poste de traite de Tadoussac fondé par Pierre de Chauvin en 1600.

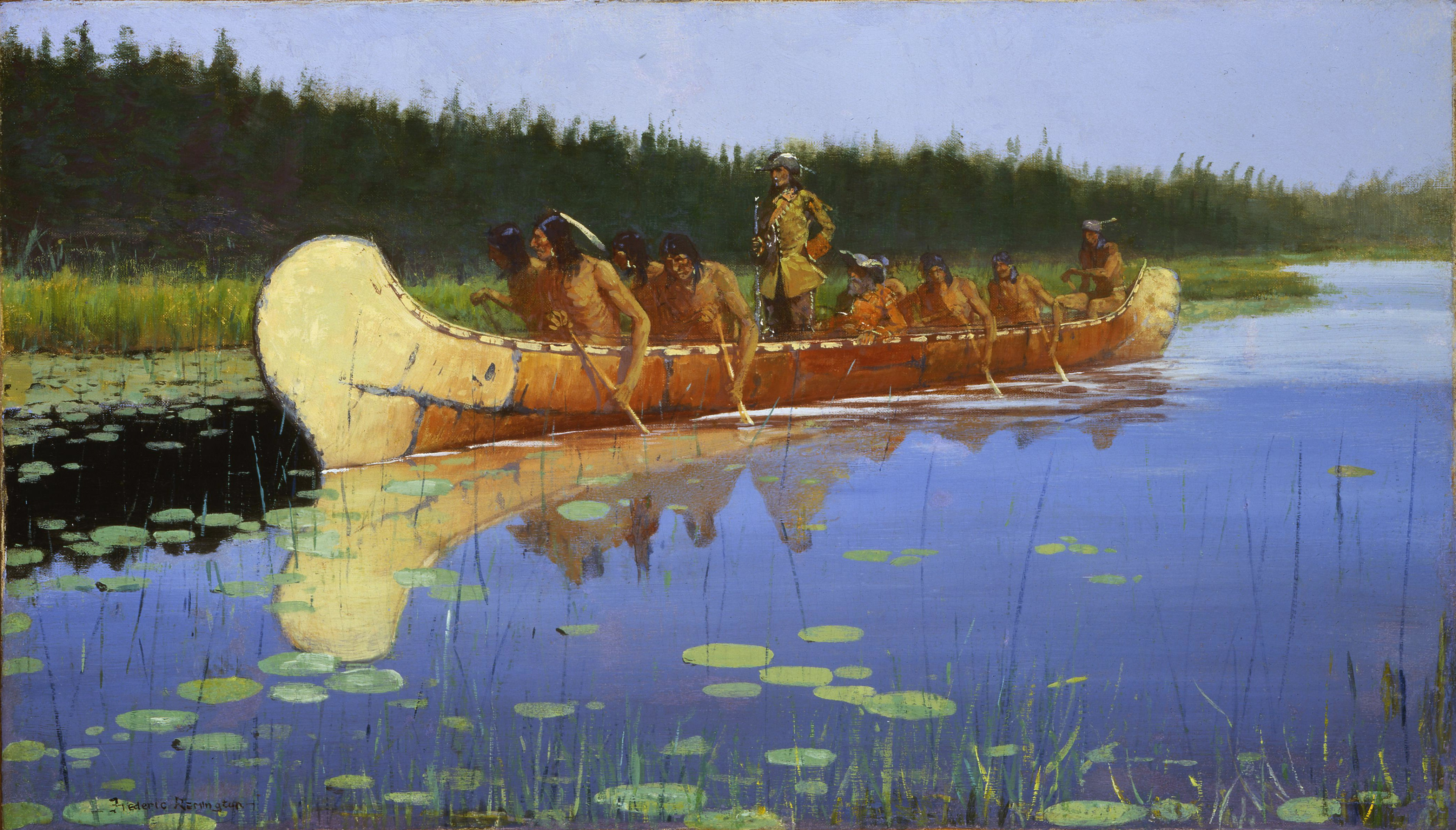
Peinture de Frederic Remington (1905) qui fut publiée dans le Collier's Magazine en 1906. Debout, Radisson est le chef de l'expédition aux Grands Lacs de 1659-1660; Des Groseilliers est assis à son côté.

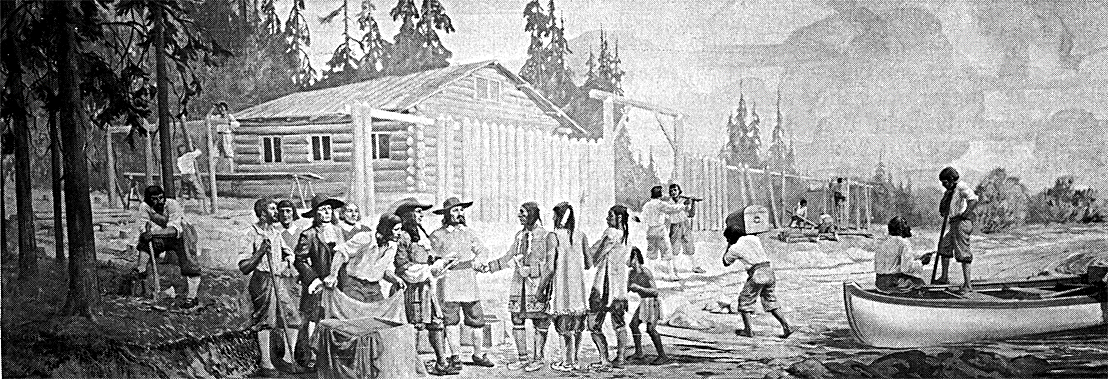
Des Groseilliers et Radisson.

En 1659, deux sujets français, Pierre-Esprit Radisson et Médard Chouart des Groseilliers retournent dans la région du lac Supérieur. À leur retour en 1660, ils ramènent une cargaison de fourrures sur plus de cent canots. Comme ils n'ont pas de permis pour la traite des fourrures, le gouverneur de la Nouvelle-France Pierre de Voyer d'Argenson leur confisque leur butin et les soumet à l'amende. Leur voyage de commerce les a convaincus que le meilleur pays de la fourrure est loin au nord et à l'ouest et pourrait être mieux atteint par les navires naviguant dans la baie d'Hudson. Leur traitement en Nouvelle-France indique qu'ils ne trouveraient pas le soutien de la France pour leurs plans.
Des Groseilliers se rend en France pour essayer d'obtenir justice et intéresser les autorités françaises à développer le commerce des fourrures dans le Nord-ouest. 
En 1668, le commerce des fourrures anglais entre dans une nouvelle phase. Ayant échoué, ils (Radisson et Groseilliers)partent pour Boston en Nouvelle-Angleterre, pour intéresser les autorités à leurs expéditions. Ils y trouvent un soutien financier pour au moins deux tentatives pour atteindre la baie d'Hudson, mais toutes deux sans succès. Ce fut encore un échec mais leurs idées ont attiré l'attention des autorités anglaises; ils rencontrent le colonel anglais George Cartwright qui les emmène en Angleterre et les présente à la Cour du roi Charles II. Après quelques revers, un certain nombre d'investisseurs anglais sont réunis pour soutenir une autre tentative pour la baie d'Hudson.
En juin 1668, ils partent finalement d'Angleterre, conduisant deux navires marchands affrétés par le prince Rupert, l'Eaglet et le Nonsuch (en), vers la baie d'Hudson par le nord. Cette nouvelle route plus courte élimine la nécessité de passer par le fleuve Saint-Laurent contrôlé par les Français. Seul le Nonsuch arrive à destination avec Des Groseilliers à son bord car l'Eaglet, avarié dans une tempête, doit retourner en Angleterre avec Radisson. Des Groseilliers retourne l'année suivante en Angleterre avec une cargaison de fourrures et le succès de cette mission entraîne en 1670 la création de la Compagnie de la Baie d'Hudson.

## Canada

### Compagnie de la Baie d'Hudson
Les commerçants de fourrure français Médard Chouart des Groseillers et Pierre-Esprit Radisson sont à l’origine de la création de la Compagnie de la Baie d’Hudson. À la suite du refus de la France d’appuyer l’entreprise, les deux hommes se rendent en Angleterre en 1665 et sollicitent l’appui du Prince Rupert, cousin de Charles II. Ce dernier persuade le roi ainsi que plusieurs marchands et nobles de financer l’entreprise. La compagnie, d’abord nommée la Compagnie des aventuriers d’Angleterre, fait commerce dans la Baie d’Hudson et reçoit le droit exclusif de la traite de fourrures dans le territoire environnant celle-ci (Terre de Rupert). Le commerce des fourrures affecte le mode de vie des peuples autochtones. Leur participation à la traite de fourrure entraîne la perte de leur mode de vie et de leur économie traditionnels; nombreux quittent leur territoire traditionnel, en quête d’animaux à fourrure et pour se positionner favorablement en vue de la traite et des échanges. Jusqu’en 1763, la Compagnie de la Baie d’Hudson lutte avec les Français en vue de contrôler la traite des fourrures dans le sud de la Terre de Rupert. Entre 1713 et 1763, la Compagnie de la Baie d’Hudson construit des postes de traite aux confluences entre des rivières importantes et la Baie d’Hudson. Après le traité de Paris, en 1763, la rivalité entre Anglais et Français laisse place à une compétition bien plus féroce avec la Compagnie du Nord-Ouest. En 1821, la fusion des deux compagnies est organisée et le Parlement britannique confirme et élargit le monopole de la compagnie pour inclure le Territoire du Nord-Ouest.

### Compagnie du Nord-Ouest
À partir du régime anglais en 1760, il y a eu une réorganisation du commerce des fourrures à partir de Montréal. Avant le début de la compagnie du Nord-Ouest, il y avait plusieurs petites compagnies indépendantes qui faisaient du commerce de fourrures en partant de Montréal comme le faisaient les coureurs des bois. Ils étaient situés dans des secteurs précis. Individuellement, ils ne faisaient pas concurrence à la Compagnie de la Baie d’Hudson. Cepandant, en 1779, un groupe d’Écossais, qui provenaient des Highlands dont Simon McTavish met au monde cette compagnie de la traite de Montréal. Peter Pond, Alexander Henry et les frères Frobisher sont des associés dans l’entreprise des fourrures de Montréal. Cette même année, ces hommes d'affaires ont acheté les petites compagnies indépendantes pour en former une grande entreprise qui pourrait concurencer celle de la Baie d'Hudson. La compagnie du Nord-Ouest atteint donc sa forme officielle, organisée et fonctionnelle en 1787

### Compagnie XY
Par suite d’une nouvelle réorganisation de la compagnie du Nord-Ouest, en 1795, la compagnie XY fut créée. Un célèbre explorateur a fait ses débuts dans celle-ci. En 1800, Alexander McKenzie se joint à celle-ci jusqu’en 1804, qui est la reprise de la compagnie de William McGillivray à la mort de Simon McTavish, son oncle.

## Amérique néerlandaise
En 1613, Dallas Carite et Adriaen Block mènent des expéditions pour établir des liens commerciaux avec les Agnés (Mohawks) et les Loups (Mohicans). D'ici 1614, les Néerlandais envoient des vaisseaux pour s'assurer des bénéfices commerciaux de la traite des fourrures. La traite de la Nouvelle-Hollande, via le port de La Nouvelle-Amsterdam, dépend de son dépôt à Fort Orange (de nos jours, Albany), où on pense qu'une bonne partie de la fourrure provenait de la Nouvelle-France, passée en contrebande afin d'éviter le monopole imposé par la France.

## Russie

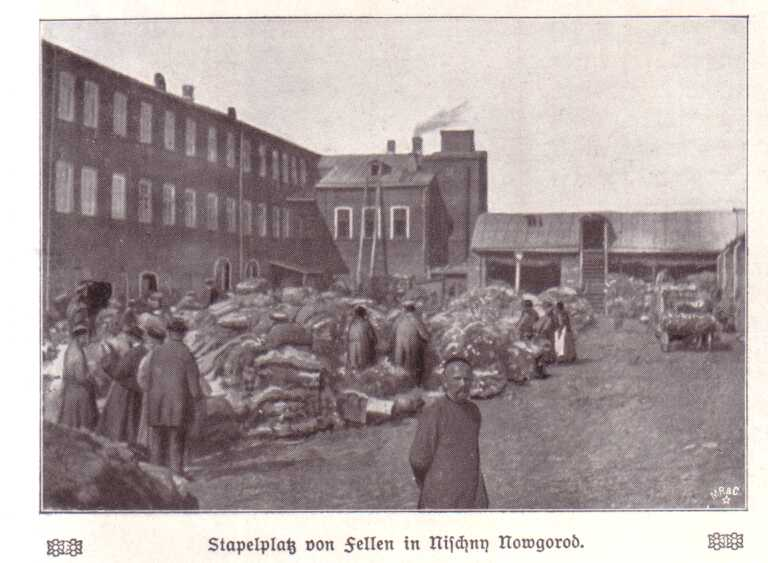
Traite à Nijni Novgorod, pré-1906

Avant la colonisation des Amériques, la Russie était le plus gros producteur de fourrure. Elle exportait majoritairement vers l'Europe de l'Ouest et l'Asie. La principale ville d'exportation était Leipzig en Allemagne. Les fourrures les plus exploitées étaient celles de la marte, du castor, du loup, du renard, de l'écureuil et du lièvre. La découverte par l'Europe de l'Amérique du Nord fit de cette dernière un acteur majeur du commerce de la fourrure.

## Traite de la fourrure maritime
Le commerce de la fourrure maritime était principalement axé sur la loutre de mer. Elles étaient vendues en Chine, ou échangées contre de la porcelaine, de la soie, du thé ou d'autres biens qui étaient ensuite revendus en Europe. Les fourrures britanniques et américaines arrivaient en Chine par le port de Canton, alors que les marchandises russes étaient importées via la Mongolie et plus précisément par la ville de Kiakhta (aujourd'hui ville russe). Bien que les Russes aient été les pionniers en ce qui concerne l'exploitation de la fourrure maritime, ce sont les Anglais et les Américains qui ont ensuite eu le monopole en chassant sur la côte de la Colombie-Britannique.

## Situation présente
Selon l'Institut de la fourrure du Canada (en), il y a 60 000 trappeurs actifs dans ce pays, dont 25 000 membres des premières Nations. L'élevage industriel pour la fourrure est aussi présent dans plusieurs parties du Canada. En 2012, le plus grand producteur de vison, situé en Nouvelle-Écosse, a généré près de 150 millions de dollars, ce qui représente un quart de la production agricole de la province.